# Calaisa
Calaisa är en musikgrupp från Malmö, bestående av två syskonpar: Lisa och Caisa Troedsson samt systrarna Malin och Anna Törnquist. Bandet har spelat tillsammans sedan 1996. Det började med att Lisa drog med sin syster Caisa för att spela på gatorna, och snart anslöt Anna och Malin. Deras musik blandar irländsk folkmusik med modern countrypop.
Calaisa skriver sina låtar och texter själva och inspireras av artister som The Beatles, Sheryl Crow, Feist och Joni Mitchell. I början spelade de traditionell irländsk folkmusik, men med tiden har deras stil utvecklats till en mer countrypop-orienterad mix med starka melodier och harmonier.
Efter att inte ha fått skivkontrakt i Sverige bestämde sig Calaisa för att ta saken i egna händer och resa till Nashville. Där gick de upp på Mercury Nashvilles kontor, spelade några låtar och fick sitt första skivkontrakt på plats. Denna resa dokumenterades även i filmen Calaisa – Att leva sin dröm. Deras självbetitlade debutalbum släpptes 27 september 2006 och sålde snabbt guld. Albumet finns i två versioner: en poppigare för Europa och en mer countryinfluerad för USA, där det nominerades till bästa globala countryalbum under CMA Awards. Första singeln från albumet blev "Hey Girl".
År 2008 medverkade gruppen i Melodifestivalen med melodin If I Could, som slogs ut vid deltävlingen i Karlskrona den 1 mars.
Calaisa har turnerat med artister som Simply Red, LeAnn Rimes och Celine Dion. Efter tiden med skivbolaget i USA valde bandet att starta sitt eget skivbolag. Deras andra album, Grafton Street, släpptes den 27 maj 2009 och spelades in i Tambourine Studios i Malmö med producenten Per Sunding. Albumet är uppkallat efter den berömda gatan med samma namn i Dublin, en plats som inspirerat bandet under åren då de uppträdde som gatumusikanter. Grafton Street blev Grammynominerad i kategorin bästa popalbum 2010.

## Diskografi

### Studioalbum
| Titel          | Utgivningsår |
| -------------- | ------------ |
| Calaisa        | 2006         |
| Grafton Street | 2009         |
| Up To Us       | 2012         |